# FOSS.IN

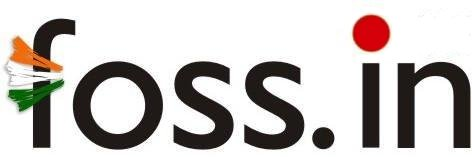
logotipo de la FOSS-IN diseñado por Harikrishnan C.

FOSS-IN (del inglés free and open source software, «software libre y de código abierto»), es un congreso en torno al software libre que se celebra en India desde el año 2001, denominándose al principio Linux Bangalore.
Es considerada la mayor conferencia asiática sobre software libre y suele tener lugar en Bangalore, India, a finales de noviembre y principios de diciembre. A la conferencia de 2005, asistieron 2.751 personas.